# Parietaria
Parietaria é um género botânico pertencente à família Urticaceae.

## Classificação do gênero
| Sistema | Classificação                    | Referência               |
| ------- | -------------------------------- | ------------------------ |
| Linné   | Classe Polygamia, ordem Monoecia | Species plantarum (1753) |

PARIETÁRIA- Planta medicinal
Plantas Medicinais P12; (Parietária)
NOME;Parietária; ( Parietaria officinalis)
Outros Nomes; Alfavaca-de-cobra, tiritana, erva-das-muralhas, saxifrágia, erva-de-vidro, erva-fura-paredes, parte-pedras, erva-dos-muros, vitríolo, erva-de-santa-ana, erva-de-nossa-senhora, helxina, cobrinha, pulitaina, pulitária, mauerkraut (alemão), espargoule (francês), pellitory, (inglês)
Família; das: Urticácias
Sabor;.Sabor a erva , ligeiramente salgado, os brotos tenros, têm sabor refrescante, fervidos, dão uma tisana de cor amarelo limão, cujo sabor se assemelha ao dos pepinos 
COMPONENTES;Rica em salitre, azotado de potássio, mucilagem e enxofre
Propriedades ; Emoliente, calmante; diurética e antiflgisticas, particularmente recomendadas no combate à nefrite, cálculos renais, e outros distúrbios do aparelho urinário, furúnculos, feridas chagas e queimaduras, catarro brônquios, tosse e afecções pulmonares, hidropisia, disfunções hepáticas, fissuras dos seios, e do ânus, problemas das artérias e coração, febres inflamatórias.
Como os próprios nomes indicam, esta planta vê-se pendurada a espreitar pelos buracos de qualquer muro, como não cresce muito, é vista em pequenas moitas, as folhas são pecioladas, de ovais e lanceoladas, agudas verdes e brilhantes na face superior e pelosas na parte inferior. Dá pequenas flores esverdeadas, ou meio avermelhadas, floresce de Julho a Outubro. Encontra-se nas paredes menos cuidadas, seja na cidade ou qualquer outro lugar, aparece no sopé dos muros dos caminhos, sempre à mão, para nos socorrer numa imprevista dor de dentes, podemos mastiga-la, para lhes subtrair o suco que fica na boca o resto é deitado fora.